# Tetraodorhina fasciata
Tetraodorhina fasciata är en skalbaggsart som beskrevs av Ernst Gustav Kraatz 1893. Tetraodorhina fasciata ingår i släktet Tetraodorhina och familjen Cetoniidae. Inga underarter finns listade i Catalogue of Life.